# 大野万紀
大野 万紀（おおの まき、1953年 - ）は、日本のSF評論家、書評家、翻訳家。

## 概要
神戸大学理学部卒業。在学中の1972年に米村秀雄、水鏡子らと神戸大学SF研究会を設立。また安田均らと関西海外SF研究会（KSFA）に参加しSFファン活動を行う。
SFファンダムでは神大四天王（岡本俊弥・水鏡子・米村秀雄）の一人として知られた。
1973年8月には、筒井康隆が主宰するSFファングループ「ネオ・ヌル」に、山本義弘、小笠原成彦、岡本俊弥、水鏡子らと参加。
1979年から『SF宝石』に書評掲載。同誌休刊後、『SFアドベンチャー』（徳間書店）に1981年から1992年3月号（月刊としての休刊号）まで書評を連載。『S-Fマガジン』（早川書房）にもSF論、SF作家論、書評を数多く掲載している。
1998年よりWebマガジン「THATTA ONLINE」を始める。ハードSF研究所客員研究員。
ペンネームはヴォンダ・マッキンタイアのアナグラムで、タイヤ・マンキ＝大野万紀からきている。

## 訳書
- 『残像』（ジョン・ヴァーリイ、冬川亘と共訳、早川書房、ハヤカワ文庫SF） 1980年
- 『ディオ』（デーモン・ナイト、編・共訳）、青心社、Seishinsha SF series） 1982年
- 『くたばれスネイクス!』（ポール・アンダースン&ゴードン・R・ディクスン、稲葉明雄他と共訳、ハヤカワ文庫） 1987年
- 『時空と大河のほとり』（グレゴリー・ベンフォード、山高昭他と共訳、ハヤカワ文庫） 1990年
- 『SF大百科事典』（ジョン・クルート編著、共訳、グラフィック社） 1998年
- 『逆行の夏 ジョン・ヴァーリイ傑作選』（ジョン・ヴァーリイ、浅倉久志他と共訳、早川書房、ハヤカワ文庫SF） 2015年
- 『汝、コンピューターの夢』（ジョン・ヴァーリイ、東京創元社、創元SF文庫、<八世界>全短編1） 2015年
- 『さようなら、ロビンソン・クルーソー』（ジョン・ヴァーリイ、浅倉久志と共訳、東京創元社、創元SF文庫、<八世界>全短編2） 2016年

## 共著
- 『ハヤカワ文庫SF総解説2000』（早川書房） 2015年 ISBN 978-4152095787